# Wereldkampioenschap dammen 1996 (match)
De match om het wereldkampioenschap dammen 1996 werd van 22 mei t/m 15 juni 1996 gespeeld door titelverdediger Guntis Valneris en zijn voorganger Aleksej Tsjizjov in Jakoetsk. 
De match werd gespeeld in de vorm van sets. 
Na 4 sets stond het 2-2 waarna een barrage met verhoogd tempo werd gespeeld. 
Tsjizjov won die barrage waarmee hij de wereldtitel heroverde. 
Set 1De partijen met regulier tempo van de 1e set werden gespeeld van 22 tot en met 26 mei met 1 partij per dag. Alle 5 partijen eindigden in remise zodat de set in eerste instantie in 5-5 eindigde. Daarop werd op 27 mei een tiebreak van rapid- en sneldampartijen gespeeld waarin Valneris de 6e partij en daarmee de set won zodat hij op een 1-0 voorsprong kwam.
Set 2De partijen met regulier tempo van de 2e set werden gespeeld van 28 mei tot en met 1 juni met 1 partij per dag. Alle 5 partijen eindigden in remise zodat de set in eerste instantie in 5-5 eindigde. Daarop werden op 2 juni rapidpartijen gespeeld. Tsjizjov won daarvan de 3e partij en daarmee de set en bracht de tussenstand op 1-1.
Set 3De partijen met regulier tempo van de 3e set werden gespeeld van 3 tot en met 7 juni met 1 partij per dag. Valneris won de 1e partij terwijl de overige 4 partijen in remise eindigden zodat Valneris de set won en daarmee op een 2-1 voorsprong kwam.
Set 4De partijen met regulier tempo van de 4e set werden gespeeld van 9 tot en met 13 juni met 1 partij per dag. Tsjizjov won de 5e partij terwijl de eerste 4 partijen in remise waren geëindigd zodat de stand na 4 sets op 2-2 kwam.
BarrageOp 15 juni werd een barrage gespeeld met een uur bedenktijd per speler per partij. In de 1e partij overschreed Valneris de bedenktijd in een voor hem nadelig eindspel. In de 2e partij plaatste Valneris op de 43ste zet een verliezend schijnoffer in een voor hem nadelig klassiek middenspel. Tsjizjov won daarmee beide partijen en de barrage met 4-0 waarmee hij de wereldtitel heroverde